# 극장판 페이트/그랜드 오더 신성원탁영역 카멜롯 팔라딘; 아가트람
《극장판 페이트/그랜드 오더 신성원탁영역 카멜롯 팔라딘; 아가트람》(영어: Fate/Grand Order THE MOVIE Divine Realm of the Round Table: Camelot Paladin; Agateram)은 2021년 5월에 개봉한 일본의 애니메이션, 액션, 판타지 영화이다.
 아라이 카즈토가 감독을 코다치 우쿄가 각본을 맡았다.
 일본은 2021년 5월 15일에 개봉되었다.

## 출연진
- 미야노 마모루 - 베디비어 목소리 역
- 시마자키 노부나가 - 후지마루 리츠카 목소리 역
- 타카하시 리에 - 마슈 키리에라이트 목소리 역
- 사카모토 마아야 - 레오나르도 다빈치 목소리 역
- 카와스미 아야코 - 사자왕 목소리 역
- 미즈시마 타카히로 - 가웨인 목소리 역
- 사와시로 미유키 - 모드레드 목소리 역
- 오키아유 료타로 - 랜슬롯 목소리 역
- 우치야마 코우키 - 트라스탄 목소리 역
- 야스모토 히로키 - 아그라베인 목소리 역
- 코야스 타케히토 - 오지만디아스 목소리 역
- 타나카 미나미 - 니토크리스 목소리 역
- 코마츠 미카코 - 현장 삼장 목소리 역
- 츠루오카 사토시 - 아라쉬 목소리 역
- 이나다 테츠 - 주완의 하산 목소리 역
- 센본기 사야카 - 정밀의 하산 목소리 역
- 스즈무라 켄이치 - 로마니 아키만 목소리 역